# Seini
Seini in tedesco Leuchtenburg, in ungherese Szinérváralja) è una città della Romania di 10 196 abitanti, ubicata nel distretto di Maramureș, nella regione storica della Transilvania. 
Fanno parte dell'area amministrativa anche le località di Săbișa e Viile Apei.
Il primo documento che cita la località di Seini risale al 1490; distrutta due volte dai Tatari, nel 1677 e nel 1717, la città venne definitivamente ricostruita in una zona più a monte ed i ruderi del vecchio abitato sono ancora visibili lungo le rive del torrente Seinel, un affluente del fiume Someș.